# Pilodeudorix pseudoderitas
Pilodeudorix pseudoderitas is een vlinder uit de familie van de Lycaenidae. De wetenschappelijke naam van de soort is voor het eerst gepubliceerd in 1964 door Henri Stempffer.
De soort komt voor in Ghana, Nigeria, Kameroen, Congo-Brazzaville, Congo-Kinshasa, Oeganda en Angola.